# Fabienne Wohlwend
Fabienne Wohlwend (Vaduz, 7 novembre 1997) è una pilota automobilistica liechtensteinese, che ha disputato tre stagioni nella W Series (2019, 2021 e 2022), classificandosi sesta, sesta e decima nel mondiale. Attualmente è pilota nella specialità SP8T della Nürburgring Langstrecken-Serie.

## Biografia
Wohlwend è stata nominata sportiva dell'anno del Liechtenstein per cinque volte, tra il 2018 e il 2023.
All'inizio della sua carriera ha lavorato per la filiale di Vaduz della VP Bank, con lo scopo di pagarsi le iscrizioni alle corse.
Dal luglio 2023 è uno dei sei atleti liechtensteinesi ad essere impiegato nel Comitato Olimpico del Liechtenstein.

## Carriera

### Gli inizi e la Formula 4
Dopo un'infanzia spesa nel karting, Wohlwend aderisce al Campionato italiano di Formula 4 nel 2016, dove chiude la stagione con zero punti, ma comunque classificandosi al 35º posto tra i 47 piloti in gara, in virtù dei suoi ottimi piazzamenti fuori zona punti (tra cui un undicesimo posto).
Poiché Fabienne è l'unica donna iscritta alla competizione, vince il premio come miglior pilota di sesso femminile.

### Audi Sport TT Cup
La pilota del Liechtenstein passa alle auto sportive nel 2017, decidendo di iscriversi all'Audi Sport TT Cup, dove il suo miglior risultato in gara è l'ottavo posto e nella classifica finale chiude undicesima.

### Ferrari Challenge
In contemporanea all'Audi Sport TT Cup, Wohlwend corre il campionato europeo Ferrari Challenge, qui gareggiando nel torneo amatoriale Coppa Shell. Chiude l'esperienza vincendo una gara e collezionando quattro podi e due pole position su un totale di sei corse disputate. Diventa così la prima donna a vincere una gara di un torneo marchiato Ferrari.
A fine stagione nel 2017 disputa le Finali Mondiali della Ferrari Challenge, giungendo terza sempre nella specialità Coppa Shell.
Nel 2018 si riconferma nella medesima competizione, tuttavia iscrivendosi al campionato Pro-Am (misto professionistico e amatoriale) anziché a quello interamente amatoriale. Qui vince tre delle quattordici gare totali (di cui due a Misano), affermandosi al secondo posto nel ranking dietro al britannico Chris Froggatt.
Sempre nel 2018 disputa le Finali Mondiali del torneo Pro-Am firmato Pirelli, vincendole e così laureandosi come prima donna a riuscire in tale impresa.
Nel 2019 si iscrive nuovamente, ma questa volta come pilota professionista, arrivando quarta alle Finali Mondiali, per poi incappare in una serie di disavventure legate a problemi meccanici e alle sospensioni dei campionati nel 2020 a causa della pandemia di COVID-19. Nel 2020 riesce comunque a vincere sul circuito di Misano e a piazzarsi seconda alle Finali Mondiali.

### W Series
In contemporanea alla partecipazione alla Ferrari Challenge, nel 2019 si iscrive alla prima stagione di W Series, neonata competizione riservata al genere femminile e che ha lo scopo di promuovere le donne nell'ambiente dell'automobilismo.
Wohlwend prende parte a tutte e tre le stagioni del torneo, risultando come una delle sole cinque pilote ad avere corso tutti i 21 Gran Premi nella storia del torneo.
Gareggiando per la prima volta contro piloti per lo più professionisti, arriva sesta e settima nei round di apertura a Hockenheim e Zolder. Al terzo round, a Misano, conquista la seconda pole position in assoluto per un pilota liechtensteinese nelle gare a ruote scoperte autorizzate dalla FIA: un risultato che ha poi trasformato in un terzo posto. Al Norisring arriva quarta davanti a Emma Kimiläinen, quindi conclude la gara di Assen al quindicesimo posto dopo aver rotto l'ala anteriore mentre cercava di sorpassare Gosia Rdest. La corsa finale a Brands Hatch si conclude con un suo quinto posto, alle spalle della campionessa della serie, Jamie Chadwick.
Fabienne chiude la stagione da sesta classificata.
Nel 2020 la pandemia di covid costringe la FIA ad annullare il torneo, ma nel 2021 Wohlwend torna in pista in W Series e chiude nuovamente la stagione al sesto posto, frutto di due podi su sei arrivi al traguardo.
La stagione 2022 vede la pilota cambiare scuderia, passando dalla Bunker Racing alla CortDAO, vettura con cui non colleziona alcun podio, finendo per chiudere l'annata al decimo posto in classifica.
Wohlwend è comunque sesta pilota di sempre nella classifica perpetua della W Series, nonché quella che ha ottenuto più punti senza aver mai vinto una gara.

### Nürburgring
Sempre nel 2019 Fabienne debutta nella specialità Endurance presso la Nürburgring Langstrecken-Serie, subendo però un incidente alla sua prima esperienza.
Ritorna nella competizione di resistenza nel 2021, anche questa volta esordendo con sfortuna: il primo Gran Premio viene infatti annullato per neve. Il suo primo arrivo al traguardo consisterà in un quarto posto, e la volta successiva chiuderà terza.
Viene quindi selezionata dalla WS Racing per partecipare alla gara di qualificazione della 24 Ore del Nürburgring del 2021, a bordo dell'Audi R8 GT4, per una squadra di pilote formata anche da Carrie Schreiner, Célia Martin e Laura Kraihammer. Le quattro donne vincono il turno.
Fabienne Wohlwend, nell'accedere alla 24 Ore, viene trasferita su una BMW 328i di classe VT2, con cui chiude la manifestazione al nono posto dopo nemmeno mezz'ora di gara siccome la nebbia e il diluvio causano la sospensione della corsa.
Nel 2022 ritorna in pista con la squadra GT4 "Girls Only" di WS Racing, sempre a Nürburgring, venendo confermata per la 24 Ore. Questa volta lei, Schreiner, Martin e Mann riescono a portare a termine la gara, classificandosi 35esime.
Ritorna in categoria nel 2023 con la stessa squadra, a bordo di un modello M4 aggiornato, tuttavia la formazione viene squalificata al primo turno per aver violato le restrizioni sul rumore del Nürburgring.

## Risultati

### Riassunto della carriera
| Stagione | Serie                                  | Team                       | Gare | Vittorie | Pole | G. V. | Podi | Punti | Posizione |
| -------- | -------------------------------------- | -------------------------- | ---- | -------- | ---- | ----- | ---- | ----- | --------- |
| 2016     | Campionato italiano di Formula 4       | Aragón Racing              | 2    | 0        | 0    | 0     | 0    | 0     | 35°       |
| 2016     | Campionato italiano di Formula 4       | DR Formula                 | 18   | 0        | 0    | 0     | 0    | 0     | 35°       |
| 2017     | Audi Sport TT Cup                      | Audi Sport Customer Racing | 13   | 0        | 0    | 0     | 0    | 97    | 11°       |
| 2017     | Ferrari Challenge Europe - Coppa Shell | Octane126                  | 6    | 1        | 2    | 0     | 4    | 67,5  | 6°        |
| 2018     | Ferrari Challenge Europe - Pro-Am      | Octane126                  | 14   | 3        | 4    | 3     | 10   | 142   | 2°        |
| 2019     | Ferrari Challenge Europe - Pro         | Octane126                  | 6    | 0        | 0    | 0     | 0    | 40    | 7°        |
| 2019     | W Series                               | Hitech Grand Prix          | 6    | 0        | 1    | 0     | 1    | 51    | 6°        |
| 2019     | VLN Series - V4                        | Jaco's Paddock Motorsport  | 2    | 0        | 0    | 0     | 0    | 0     | NC        |
| 2020–21  | Ferrari Challenge Europe - Pro         | Octane126                  | 11   | 1        | 3    | 0     | 10   | 132   | 2°        |
| 2021     | Nürburgring Langstrecken-Serie - VT2   | Adrenalin Motorsport       | 2    | 0        | 0    | 0     | 1    | 16,74 | 39°       |
| 2021     | W Series                               | Bunker Racing              | 8    | 0        | 0    | 0     | 2    | 42    | 6°        |
| 2021     | 24 Ore del Nürburgring                 | Giti Tire Motorsport       | 1    | 0        | 0    | 0     | 0    | N/A   | 9°        |
| 2022     | Nürburgring Langstrecken-Serie - SP8T  | WS Racing                  | 1    | 0        | 0    | 0     | 1    | 5     | 4°        |
| 2022     | W Series                               | CortDAO W Series Team      | 7    | 0        | 0    | 0     | 0    | 32    | 10°       |
| 2022     | Indian Racing League                   | Godspeed Kochi             | 6    | 0        | 0    | 0     | 2    | 92    | 6°        |
| 2022     | 24 Ore del Nürburgring                 | Giti Tire Motorsport       | 1    | 0        | 0    | 0     | 1    | N/A   | 3°        |
| 2023     | Nürburgring Langstrecken-Serie - SP8T  | WS Racing                  | 2    | 0        | 0    | 0     | 0    | 0     | NC        |
| 2023     | ADAC GT4 Germany                       | PROsport Racing            | 12   | 0        | 0    | 0     | 0    | 4     | 34°       |
| 2023     | Nürburgring Langstrecken-Serie - SP10  | PROsport Racing            | 1    | 0        | 0    | 0     | 1    | 8     | 35°       |
| 2023     | Indian Racing League                   | Godspeed Kochi             | 3    | 0        | 0    | 0     | 0    | 28‡   | 9°        |
| 2023     | 24 Ore del Nürburgring                 | Giti Tire Motorsport       | 1    | 0        | 1    | 1     | 1    | N/A   | 2°        |
| 2024     | Nürburgring Langstrecken-Serie - SP8T  | Giti Tire Motorsport       |      |          |      |       |      |       |           |
| 2024     | 24 Ore del Nürburgring                 | WS Racing                  | 1    | 0        | 0    | 0     | 1    | N/A   | 3°        |

* Stagione attiva
‡ Risultati del team

### Risultati nel campionato italiano di Formula 4
Le gare in grassetto indicano la pole position. Le gare in corsivo indicano il giro più veloce.
| Stagione | Team          | 1       | 2        | 3        | 4         | 5        | 6       | 7         | 8        | 9         | 10        | 11        | 12       | 13       | 14       | 15       | 16       | 17       | 18        | 19         | 20        | 21       | 22       | 23       | Pos. | Punti |
| -------- | ------------- | ------- | -------- | -------- | --------- | -------- | ------- | --------- | -------- | --------- | --------- | --------- | -------- | -------- | -------- | -------- | -------- | -------- | --------- | ---------- | --------- | -------- | -------- | -------- | ---- | ----- |
| 2016     | Aragón Racing | MIS 1 - | MIS 2 21 | MIS 3 20 | MIS 4 DNQ |          |         |           |          |           |           |           |          |          |          |          |          |          |           |            |           |          |          |          | 35°  | 0     |
| 2016     | DR Formula    |         |          |          |           | ADR 1 17 | ADR 2 - | ADR 3 Rit | ADR 4 22 | IMO1 1 26 | IMO1 2 20 | IMO1 3 20 | MUG 1 24 | MUG 2 23 | MUG 3 26 | VLL 1 17 | VLL 2 24 | VLL 3 19 | IMO2 1 19 | IMO2 2 Rit | IMO2 3 24 | MNZ 1 12 | MNZ 2 16 | MNZ 3 11 | 35°  | 0     |

### Audi Sport TT Cup
| Stagione | Team                       | 1        | 2         | 3        | 4         | 5        | 6         | 7        | 8        | 9         | 10         | 11      | 12       | 13       | 14       | Pos. | Punti |
| -------- | -------------------------- | -------- | --------- | -------- | --------- | -------- | --------- | -------- | -------- | --------- | ---------- | ------- | -------- | -------- | -------- | ---- | ----- |
| 2017     | Audi Sport Customer Racing | HOC1 1 8 | HOC1 2 12 | NÜR1 1 C | NÜR1 2 13 | NRM 1 12 | NRM 2 Rit | ZAN 1 13 | ZAN 2 11 | NÜR2 1 11 | NÜR2 2 Rit | SPI 1 9 | SPI 2 11 | HOC2 1 9 | HOC2 2 9 | 11°  | 97    |

### Finali Mondiali della Ferrari Challenge
| Stagione | Classe             | Team      | Vettura                   | Circuito | Pos. |
| -------- | ------------------ | --------- | ------------------------- | -------- | ---- |
| 2017     | Coppa Shell        | Octane126 | Ferrari 488 Challenge     | Mugello  | 3°   |
| 2018     | Trofeo Pirelli Am  | Octane126 | Ferrari 488 Challenge     | Monza    | 1°   |
| 2019     | Trofeo Pirelli Pro | Octane126 | Ferrari 488 Challenge     | Mugello  | 4°   |
| 2020     | Trofeo Pirelli Pro | Octane126 | Ferrari 488 Challenge Evo | Misano   | 2°   |

### W Series results
| Stagione | Team              | 1       | 2      | 3     | 4       | 5      | 6      | 7     | 8       | 9 | 10 | Pos. | Punti |
| -------- | ----------------- | ------- | ------ | ----- | ------- | ------ | ------ | ----- | ------- | - | -- | ---- | ----- |
| 2019     | Hitech Grand Prix | HOC 6   | ZOL 7  | MIS 3 | NOR 4   | ASS 15 | HAT 5  |       |         |   |    | 6°   | 51    |
| 2021     | Double R Racing   | RED 3   | RED 10 | SIL 2 | HUN Rit | SPA 7  | ZAN 16 | AME 9 | AME Rit |   |    | 6°   | 42    |
| 2022     | Double R Racing   | MAI Rit | MAI 11 | CAT 9 | SIL 4   | PAU 7  | HUN 6  | SIN 8 |         |   |    | 10°  | 32    |

### 24 Ore di Nürburgring
| Stagione | Team                              | Copiloti                                            | Vettura          | Classe | Giri | Ovr. Pos. | Class Pos. |
| -------- | --------------------------------- | --------------------------------------------------- | ---------------- | ------ | ---- | --------- | ---------- |
| 2021     | WS Racing                         | Nicolaj Kandborg Niklas Kry Tobias Wolf             | BMW 328i (F30)   | VT2    | 43   | 97°       | 9°         |
| 2022     | WS Racing                         | Pippa Mann Célia Martin Carrie Schreiner            | BMW M4 (F82) GT4 | SP8T   | 139  | 35°       | 3°         |
| 2023     | WS Racing                         | Pippa Mann Célia Martin Beitske Visser              | BMW M4 (G82) GT4 | SP8T   | 135  | 81°       | 2°         |
| 2024     | WS Racing                         | Pippa Mann Carrie Schreiner Beitske Visser          | BMW M4 (G82) GT4 | SP8T   | 44   | 47°       | 3°         |
| 2025     | Giti Tire Motorsport by WS Racing | Janina Schall Carrie Schreiner Patricija Stalidzane | BMW M4 (G82) GT4 | AT3    | 104  | 66°       | 4°         |